# Gratifikation
Gratifikation (franska gratification, av latinets gratificari, göra till viljes) är en frivilligt lämnad ersättning för gjorda tjänster, en penninggåva vid sidan av lön eller arvode.  I svenska armén var det namn på den belöning eller uppmuntran i kontant betalning, som vid något därtill lämpligt tillfälle brukade utdelas till underbefäl och manskap. Samma benämning gavs även åt en del utgående understöd åt avskedade/pensionerade krigsmän.